# Deutscher Ärztebund zur Förderung der Leibesübungen
Der Deutsche Ärztebund zur Förderung der Leibesübungen (DÄBFL) war eine 1924 gegründete wissenschaftliche Organisation der deutschen Sportmedizin.

## Geschichte
Nachdem der Erste Weltkrieg die Aktivitäten der Vorläuferorganisation, des Deutschen Reichskomitees für die wissenschaftliche Erforschung des Sportes und der Leibesübungen zum Erliegen gebracht hatte, gab es nach Kriegsende frühzeitig Bestrebungen, diese Tätigkeiten und Ziele in Form einer neuen Institution weiter zu verfolgen. 

Daraufhin wurde auf dem 2. Deutschen Sportärztekongress 1924 in Berlin der Deutsche Ärztebund zur Förderung der Leibesübungen ausgerichtet. Zum ersten Vorsitzenden wurde Ferdinand August Schmidt gewählt. Bald danach kam es zur Bildung von sportärztlichen Landesverbänden sowie zur Einrichtung von sportärztlichen Beratungsstellen in ganz Deutschland.

Bescheinigung des Deutschen Ärztebundes zur Förderung der Leibesübungen von 1927 über die Teilnahme an einem "vollgültigen Sportärztekurs"

Die Hauptaufgaben waren die sportmedizinische Forschung (damals als sportwissenschaftliche Forschung bezeichnet), sportärztliche Untersuchung und Beratung und die Vertretung des Sports in ärztlichen Vereinigungen. Jährlich wurden sportärztliche Kongresse durchgeführt. Mit dem Nachrichtenblatt Der Sportarzt entstand 1928 die weltweit erste sportmedizinische Zeitschrift.
In regionalen Sportärztekursen wurden entsprechende Kenntnisse vermittelt. Bis 1933 war die Zahl der ärztlichen Mitglieder auf 3.000 gestiegen. Bei der Gründung des Weltverbandes der Sportmedizin („Association Internationale Medico Sportive“, abgekürzt AIMS; heute: Fédération Internationale de Médecine du Sport, abgekürzt FIMS) zu den Olympischen Winterspielen in St. Moritz 1928 wurde dem „Pionierland Deutschland“ für die geleistete Vorarbeit gedankt.
1933 erfolgte die Umbenennung in Deutscher Sportärztebund. Seine Auflösung erfolgte 1937 und im Rahmen der „Gleichschaltung“ die Eingliederung in den Nationalsozialistischen Deutschen Ärztebund.